# Teresén (paroisse civile)
Pour les articles homonymes, voir Teresen.
Teresen est l'une des six divisions territoriales et statistiques et l'une des cinq paroisses civiles de la municipalité de Caripe dans l'État de Monagas au Venezuela. Sa capitale est Teresén.